# Theodor-Körner-Kaserne (Aachen)
Die Theodor-Körner-Kaserne ist eine von drei Kasernen in Aachen (Nordrhein-Westfalen) und beherbergt mehrere kleinere Dienststellen der Bundeswehr, die zusammen mit der Donnerberg-Kaserne im 15 km entfernten Eschweiler im weiteren Sinne zur TSH (Technische Schule des Heeres) gehören. Sie liegt in der Lintertstraße 71 in Aachen-Forst.
Sie entstand im Zuge der Remilitarisierung des Rheinlandes im Jahre 1937. Von 1947 bis 1954  wurde sie vom belgischen Militär genutzt, das den Komplex in zwei Kasernen aufteilte. (Kazerne Namen bzw. Caserne Namur und Kazerne Steenstraete). Von 1952 bis 1954 war hier das  71° Artilleriebataljon (C155 mm) stationiert.

## Namensgeber
Die Kaserne ist benannt nach dem deutschen Dichter Theodor Körner (1791–1813), der durch seine patriotischen Gedichte und Lieder bekannt wurde. Durch seine Teilnahme als Kriegsfreiwilliger an den Befreiungskriegen 1813/14 im Lützowschen Freikorps wurde sein Wirken wie seine Dichtung zum Vorbild der patriotischen Kräfte in Deutschland.